# Повіт Мінамі-Уонума
Пові́т Міна́мі-Уону́ма (яп. 南魚沼郡, みなみうおぬまぐん, МФА: [mʲinamʲi u.onuma guɴ]) — повіт в префектурі Ніїґата, Японія. 